# Ornithoptera euphorion
Ornithoptera euphorion là một loài bướm phượng đặc hữu của vùng đông bắc Australia, và là loài bướm đặc hữu lớn nhất của Úc. Sải cánh dài có thể lên đến 150 mm ở bướm cái và 125 mm ở bướm đực.
Ấu trùng ăn Aristolochia acuminata, A. indica, A. pubera, A. thoszetti, Pararistolochia australopithecurus, P. deltantha và P. sparusifolia.